# Palazzo di Vix
Il Palazzo di Vix è un edificio pubblico risalente all'ultimo periodo della civiltà di Hallstatt (fine VI secolo a.C.), i cui resti furono scoperti nel 2002. Si trova nell'attuale comune di Vix nel dipartimento francese della Côte-d'Or, su un territorio precedentemente occupato dal popolo gallico dei Lingoni.

## Sito

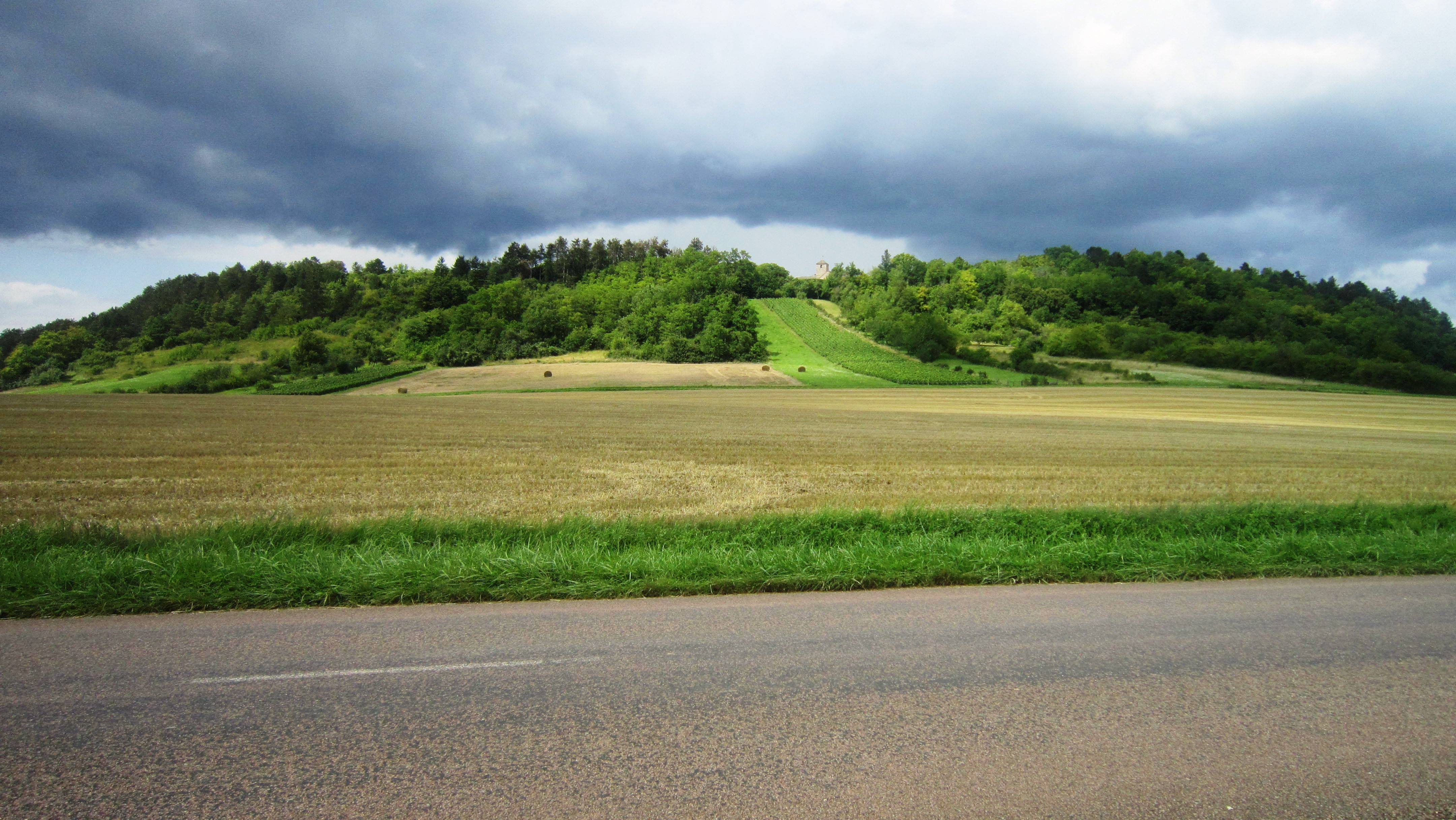
Monte Lassois.

Situato vicino a Châtillon-sur-Seine, l'oppidum di Mont Lassois è una grande collina che domina, da un centinaio di metri, il sito della Tomba di Vix. Si trova tra il Monte Roussillon a sud e il Monte Saint-Marcel, un po' più in alto, a nord.
La posizione di quest'ultimo ne fece un belvedere per il controllo della circolazione della valle dove passava un antico percorso che trasportava lo stagno dalla Gran Bretagna all'Italia. Nel VI secolo a.C., la popolazione celtica locale dei Lingoni, attaccata alla civiltà di Hallstatt e guidata da un'aristocrazia femminile, approfittò senza dubbio di questa situazione per tassare il passaggio delle carovane mercantili.

## Scavo
Dal 2002 nuovi scavi sul Mont Saint-Marcel, parte sommitale dell'oppidum, hanno portato alla scoperta dei resti di un grande megaron, subito battezzato Palais de la Dame de Vix, situato in un complesso di costruzioni paragonabili a una città, un fenomeno nuovo a quel tempo nel mondo celtico. Questo sito sembra essere stato poi abbandonato nel periodo della Cultura di La Tène a favore di quello di Vertillum, distante 20 km.
Questi scavi sono stati effettuati ogni estate da gruppi tedeschi delle Università di Kiel e Stoccarda), austriaci (Università di Vienna), francesi (Università della Borgogna) e svizzeri (Università di Zurigo) coordinati da Bruno Chaume. Hanno permesso di identificare un imponente bastione periferico che circonda la base della montagna e aperto a nord verso il letto della Senna nonché un probabile sfruttamento agricolo in pianura, in prossimità del luogo di ritrovamento del cratere di Vix e di un santuario già individuato ed esplorato. Dal 2003 le campagne sono state dedicate allo studio del bastione periferico dell'altopiano del Mont Lassois.

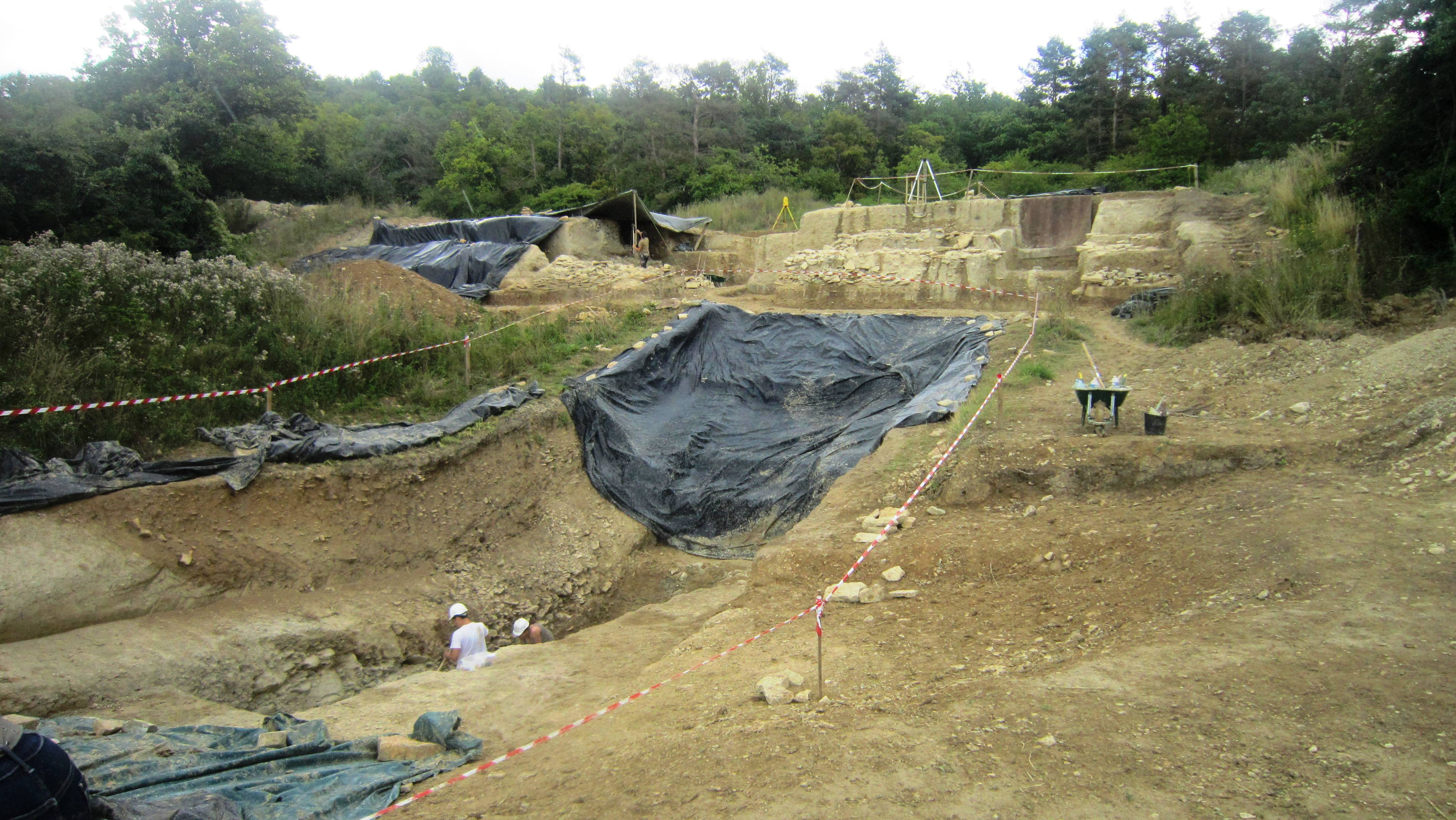
Scavi nel 2014 presso la porta occidentale del bastione.
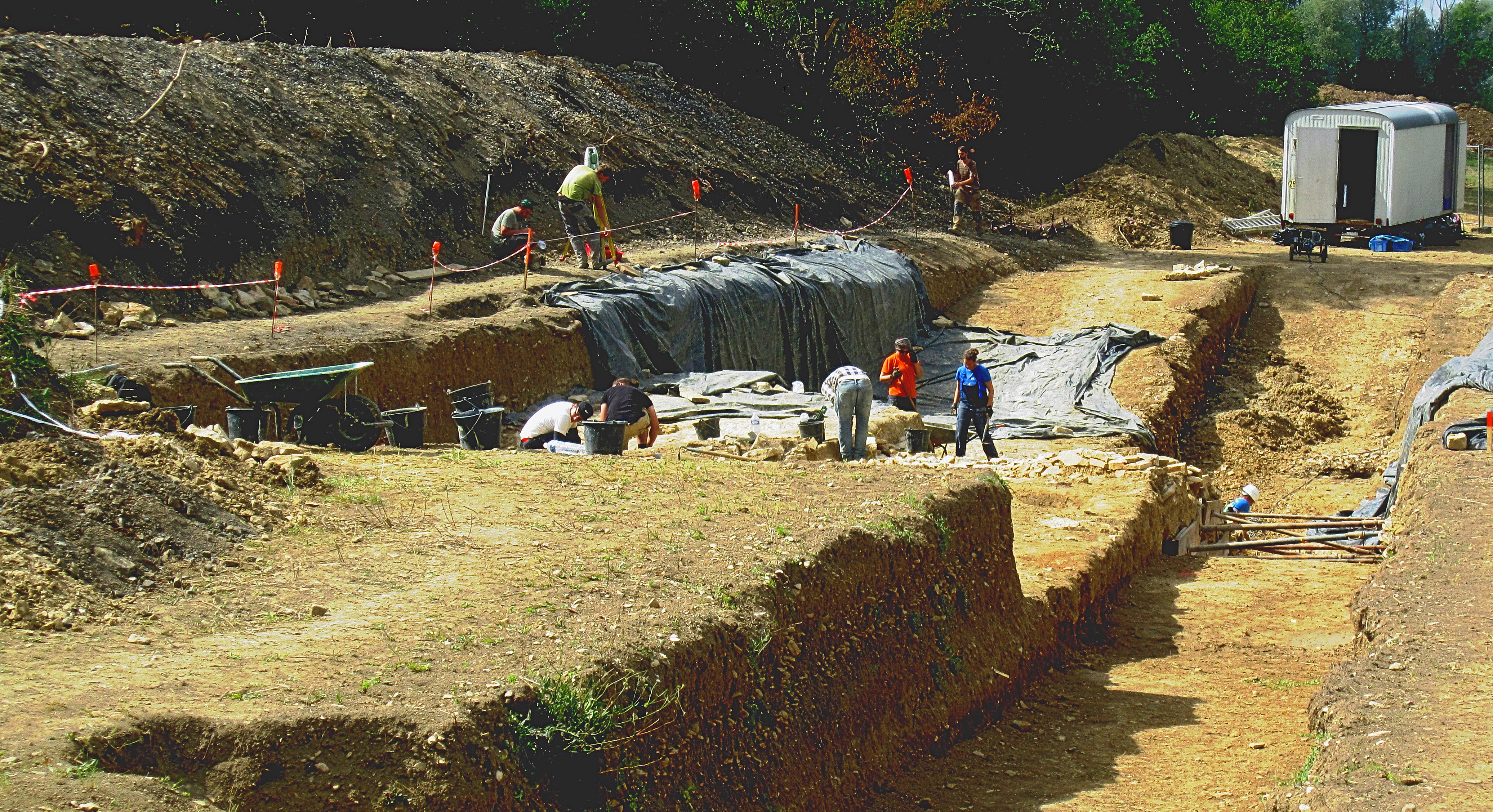
Gli scavi del 2017 sul versante settentrionale .

## La città e il suo edificio pubblico con abside
Sono stati identificati diversi livelli di bastioni i cui più antichi risalgono alla fine dell'età del bronzo (IX secolo a.C.) presentando sulla facciata un rivestimento di pietra calcarea tra travi verticali in legno (murus gallicus).
Una prospezione geofisica ha rivelato l'esistenza di un raro insieme preurbano a nord delle Alpi che testimonia una società strutturata e gerarchica. Ha permesso di individuare resti di habitat e di completare, nel 2007, lo scavo dell'edificio più grande, considerato un tempo palazzo principesco, quello della Dama di Vix, ma attualmente riconosciuto come edificio pubblico, con funzioni sacre di tempio, luogo di giustizia e luogo di pubbliche assemblee, come una basilica.
Situato al centro di questo piccolo insediamento, l'edificio ha pianta rettangolare a campate regolari, terminato sul lato piccolo ad ovest da un'abside e aperto sul lato opposto da un ampio portico largo sei metri per quattro, chiuso da un porta a doppia anta. Misura 35 metri di lunghezza per 21,50 di larghezza. L'abside è chiusa da una galleria semicircolare di colonne lignee, come in un tempio greco, due facciate che devono essere attraversate per accedere al santuario. Il tetto è in scandole di rovere e le pareti in graticcio ricoperte di calce rossa.

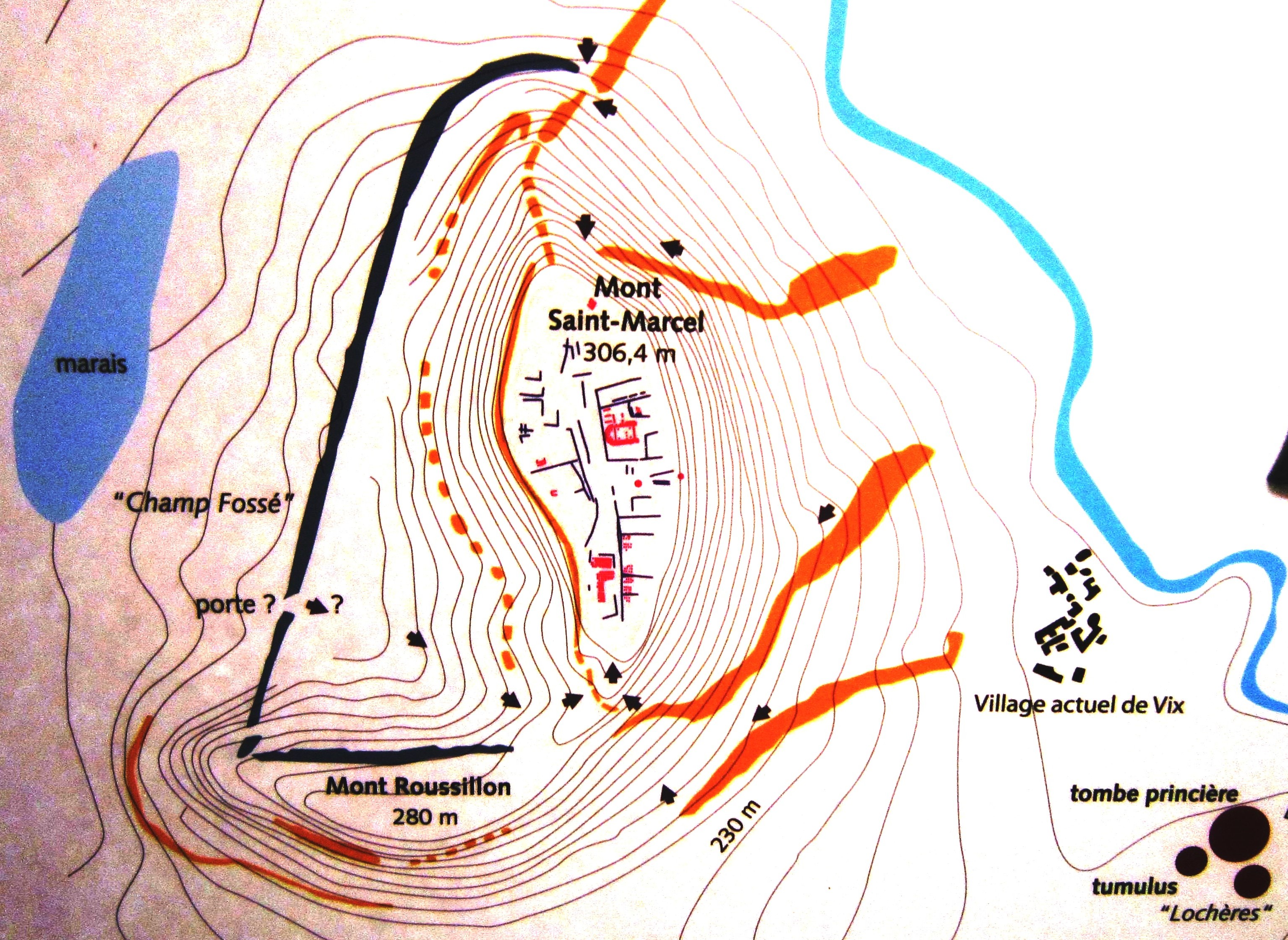
La città di Mont Lassois (Musée du Pays Châtillonnais)
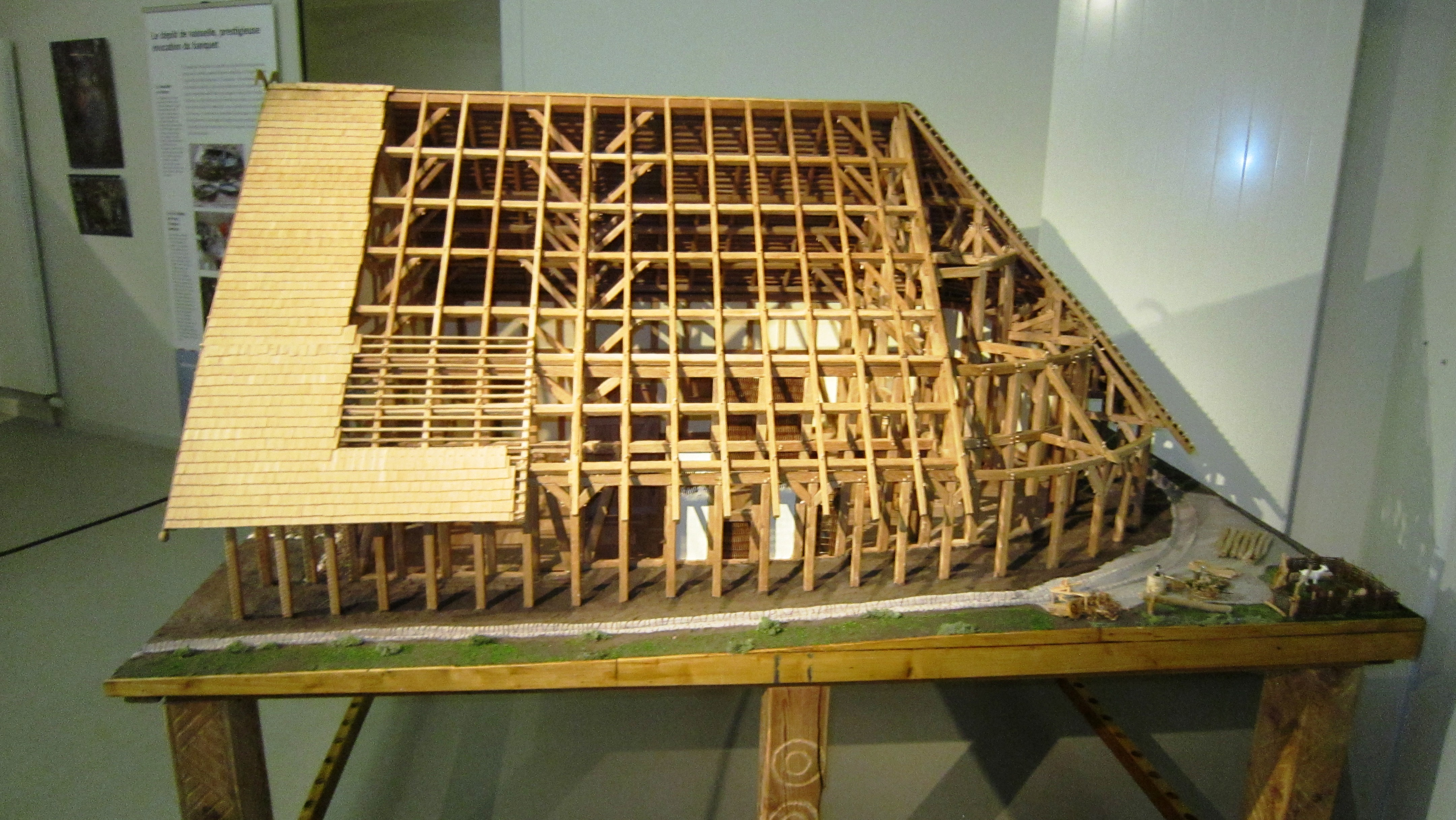
Modello di "palazzo" (Musée du Pays Châtillonnais)
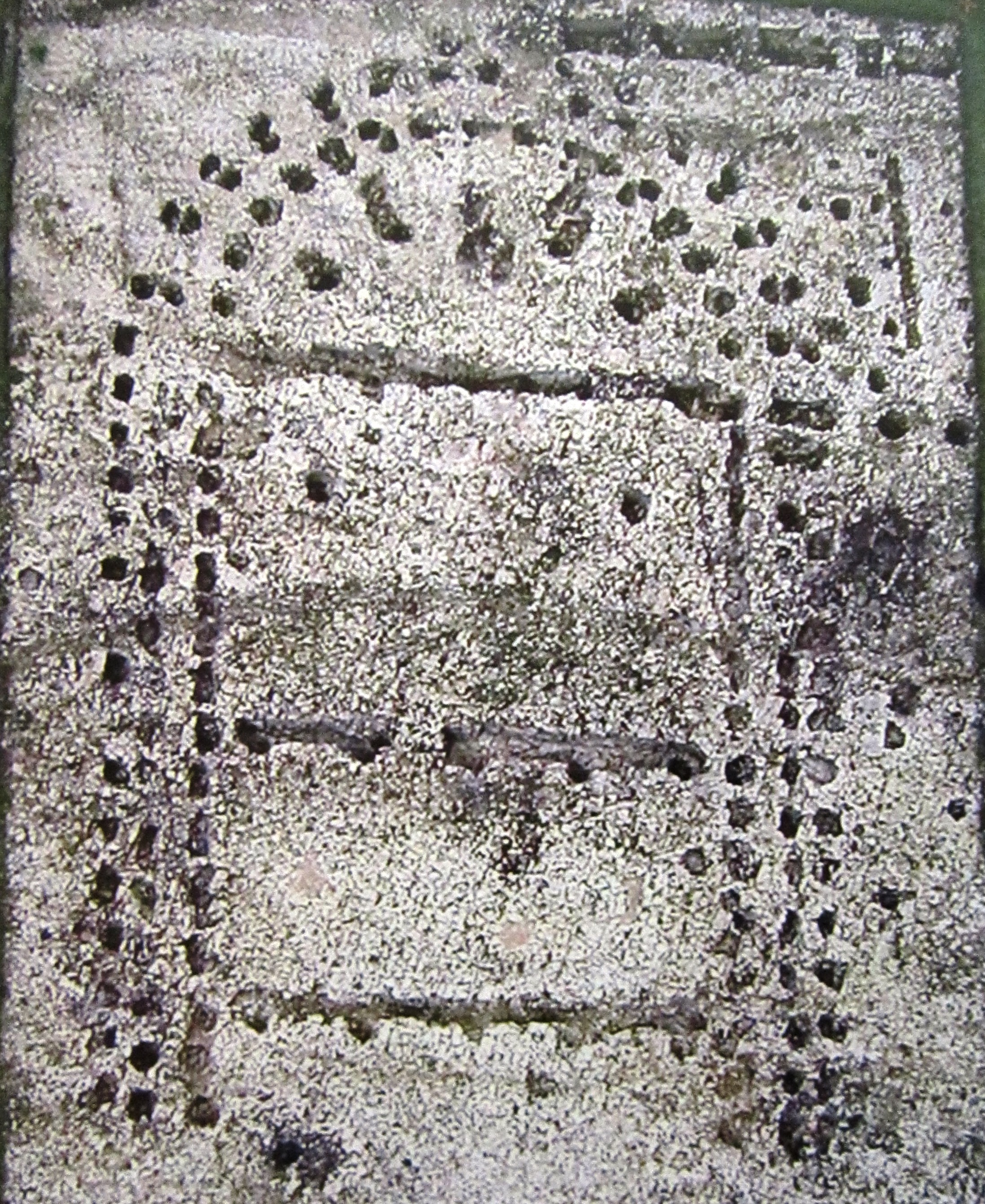
Rilievo dei pali del palazzo
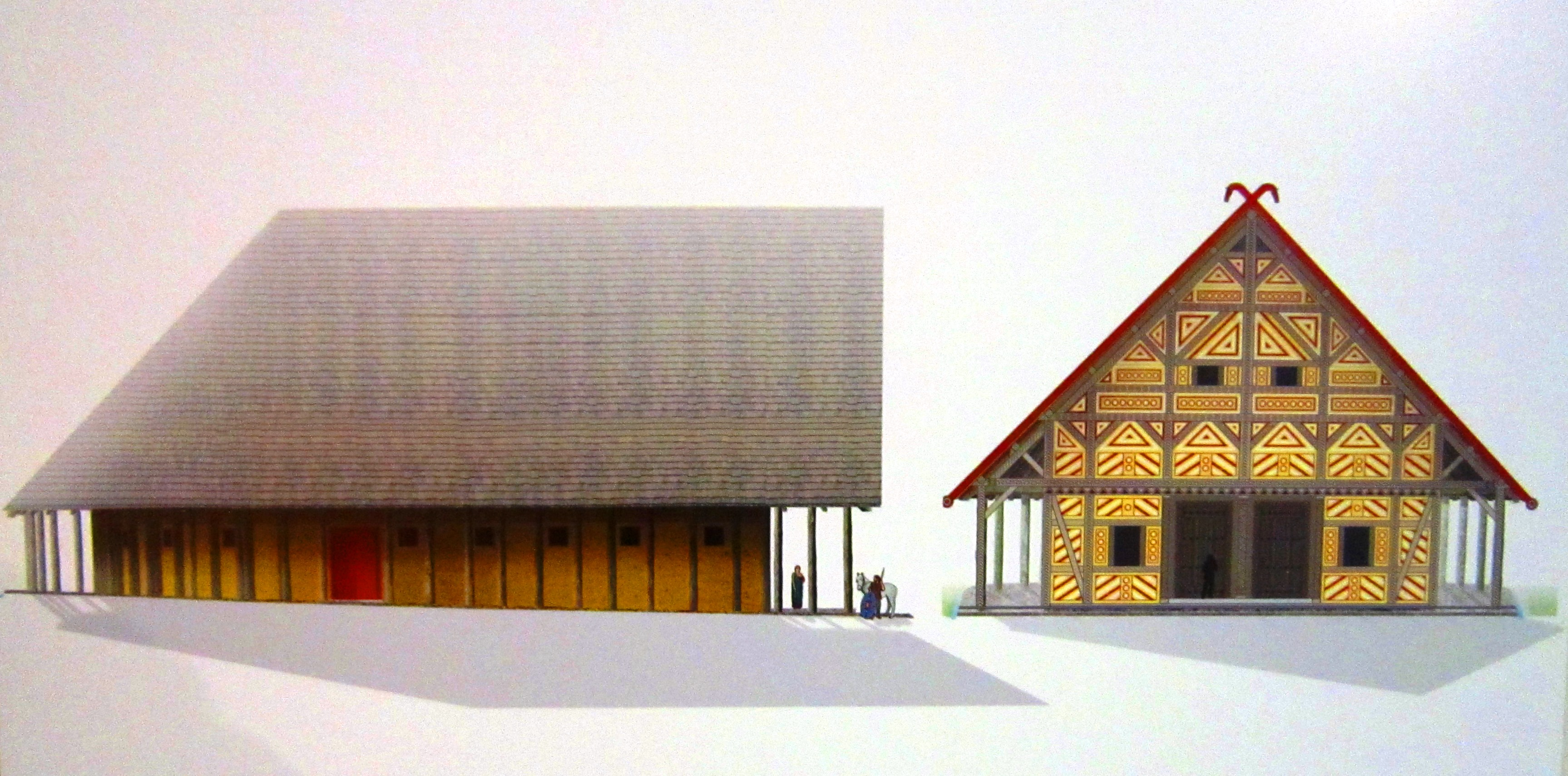
Ricostruzione del "palazzo" (Musée du Pays Châtillonnais)